# فالتشونورن
فالتشونورن (بالإنجليزية: Faltschonhorn)‏ هو أحد جبال سلسلة جبال الألب ليبونتيني وجزء من القمة الأم بيز أول يقع في كانتون غراوبوندن, سويسرا. يبلغ ارتفاع الجبل حوالي 3022 متر، بينما يبلغ ارتفاع نتوء الجبل 249 متر.